# Jafran
Jafran lub Ifrin (arab. يفرن) – miasto w północno-zachodniej części Libii, stolica gminy Jafran wa-Dżadu. Według szacunków w 2012 roku zamieszkiwało je około 14 tysięcy mieszkańców.
W mieście znajdują się hotele i punkty gastronomiczne oraz kilka stanowisk archeologicznych, które są dostępne dla zwiedzających. W Jafran znajdują się meczety, takie jak meczet Tjawatriuen i meczet Szejk Amer Szammaszi. Miasto zamieszkują Arabowie i kilka plemion berbejskich. W mieście rozwinął się przemysł spożywczy oraz włókienniczy.